# 二溴乙烯
二溴乙烯（英語：Dibromoethylene）分子式：C2H2Br2，摩尔质量：185.846 g/mol，可以指：
- 1,1-二溴乙烯（葡萄牙語：1,1-Dibromoetileno），CAS号：593-92-0
- 1,2-二溴乙烯，混合CAS号：540-49-8 
  - (Z)-异构体，CAS号：590-11-4 
  - (E)-异构体，CAS号：590-12-5